# Arquebisbat de Santiago del Estero
L'arquebisbat de Santiago del Estero (castellà: Archidiòċesis de Santiago del Estero); llatí: Archidioecesis Sancti Iacobi de Estero ) és una seu de l'Església catòlica a l'Argentina, sufragània de l'arquebisbat de Tucumán.
Al 2022 comptava amb 728.824 batejats d'un total de 809.804 habitants. Actualment està regida per l'arquebisbe cardenal Vicente Bokalic Iglic, C.M.

## Territori
L'arxidiòcesi comprèn vint departaments de la provincia de Santiago del Estero: Aguirre, Atamisqui, Avellaneda, Banda, Capital, Choya, Guasayán, Jiménez, Loreto, Mitre, Ojo de Agua, Pellegrini, Quebrachos, Río Hondo, Rivadavia, Robles, Salavina, San Martín, Sarmiento i Silípica, a més de la zona del Departament de Figueroa a l'oest del río Salado.
La seu episcopal és la ciutat de Santiago del Estero, on es troba la catedral de Mare de Déu del Carme.
El territori s'estén sobre 72.273 km² i està dividit en 45 parròquies

## Història
La primera diòcesi amb seu a Santiago del Estero va ser la diòcesi de Tucumán, erigida el 10 de maig de 1570 amb la butlla Super specula militantis Ecclesiae del papa Pius V, obtenint el territori de la diòcesi de Santiago de Xile (avui arxidiòcesi). Originàriament sufragània de l'arxidiòcesi de Lima, el 20 de juliol de 1609 va passar a formar part de la província eclesiàstica de l'arxidiòcesi de La Plata o Charcas (actual arxidiòcesi de Sucre). Aquesta diòcesi és la més antiga del territori argentí. El 28 de novembre de 1697 la seu va ser traslladada oficialment a Córdoba , tot i que el bisbe ja hi havia residit de manera permanent durant diversos anys a causa de la decadència de Santiago del Estero. Aquesta diòcesi encara existeix amb el nom d'arxidiòcesi de Còrdova.
L'actual diòcesi de Santiago del Estero, però, es va establir el 25 de març de 1907 amb el decret Ea est in quibusdam de la Congregació Consistorial, derivant el territori de la diòcesi de Tucumán (actual arxidiòcesi).
Originàriament sufragània de l'arxidiòcesi de Buenos Aires, el 20 d'abril de 1934 va passar a formar part de la província eclesiàstica de Paraná i l'11 de febrer de 1957 de la de Tucumán.
El 10 d'abril de 1961 va cedir una part del seu territori en benefici de l'erecció de la diòcesi d'Añatuya.
El 21 de juliol de 2024 va ser elevat al rang d'arxidiòcesi i seu primacial.

## Cronologia episcopal
- Juan Martín Yáñez (Janiz) y Paz † (7 de febrer de 1910 - 6 d'abril de 1926 mort)
- Audino Rodríguez y Olmos † (7 de juliol de 1927 - 3 de novembre de 1939 nomenat arquebisbe de San Juan de Cuyo)
- José Weimann, C.SS.R. † (1 d'agost de 1940 - 31 de març de 1961 mort)
- Manuel Tato † (11 de juliol de 1961 - 12 d'agost de 1980 mort)
- Manuel Guirao † (20 de gener de 1981 - 23 de novembre de 1994 jubilat)
- Gerardo Eusebio Sueldo † (23 de novembre de 1994 - 4 de setembre de 1998 mort)
- Juan Carlos Maccarone † (18 de febrer de 1999 - 19 d'agost de 2005 renuncià)
- Francisco Polti Santillán (17 de maig de 2006 - 23 de desembre de 2013 jubilat)
- Vicente Bokalic Iglic, C.M., des del 23 de desembre de 2013

## Estadístiques
A finals del 2022, la diòcesi comptava amb 728.824 batejats sobre una població de 809.804 persones, equivalent al 90,0% del total.
| any  | població | població | població | sacerdots | sacerdots       | sacerdots       | sacerdots             | diàques | religiosos | religiosos | parroquies |
| ---- | -------- | -------- | -------- | --------- | --------------- | --------------- | --------------------- | ------- | ---------- | ---------- | ---------- |
| any  | batejats | total    | %        | total     | clergat secular | clergat regular | batejats por sacerdot | diàques | homes      | dones      |            |
| 1950 | 655.000  | 685.712  | 95,5     | 50        | 37              | 13              | 13.100                |         | 23         | 42         | 27         |
| 1966 | 440.000  | 460.000  | 95,7     | 48        | 29              | 19              | 9.166                 |         | 26         | 52         | 26         |
| 1970 | 460.000  | 500.000  | 92,0     | 55        | 39              | 16              | 8.363                 |         | 18         | 48         | 30         |
| 1976 | 370.355  | 402.560  | 92,0     | 54        | 35              | 19              | 6.858                 |         | 26         | 65         | 31         |
| 1980 | 414.000  | 450.000  | 92,0     | 55        | 39              | 16              | 7.527                 |         | 21         | 83         | 32         |
| 1990 | 570.000  | 622.000  | 91,6     | 61        | 44              | 17              | 9.344                 | 1       | 21         | 80         | 37         |
| 1999 | 643.000  | 687.000  | 93,6     | 60        | 42              | 18              | 10.716                | 15      | 21         | 92         | 42         |
| 2000 | 510.000  | 572.000  | 89,2     | 58        | 39              | 19              | 8.793                 | 14      | 21         | 100        | 42         |
| 2001 | 514.100  | 571.234  | 90,0     | 58        | 40              | 18              | 8.863                 | 15      | 21         | 82         | 42         |
| 2002 | 586.000  | 651.241  | 90,0     | 59        | 39              | 20              | 9.932                 | 15      | 23         | 82         | 43         |
| 2003 | 586.117  | 651.241  | 90,0     | 61        | 41              | 20              | 9.608                 | 16      | 23         | 80         | 43         |
| 2004 | 586.117  | 651.241  | 90,0     | 59        | 40              | 19              | 9.934                 | 16      | 23         | 80         | 43         |
| 2010 | 605.000  | 686.000  | 88,2     | 69        | 50              | 19              | 8.768                 | 14      | 22         | 47         | 44         |
| 2014 | 647.280  | 719.200  | 90,0     | 67        | 45              | 22              | 9.660                 | 11      | 25         | 49         | 45         |
| 2017 | 679.404  | 754.893  | 90,0     | 62        | 39              | 23              | 10.958                | 11      | 24         | 42         | 45         |
| 2020 | 714.441  | 793.824  | 90,0     | 59        | 38              | 21              | 12.109                | 15      | 25         | 50         | 45         |
| 2022 | 728.824  | 809.804  | 90,0     | 53        | 38              | 15              | 13.751                | 13      | 20         | 53         | 45         |